# Eerste Divisie 2023-2024
L'Eerste Divisie 2023-2024, nota anche come Keuken Kampioen Divisie per motivi di sponsorizzazione, è stata la sessantottesima stagione di Eerste Divisie dalla sua fondazione, nel 1955. È iniziata l'11 agosto 2023 ed è terminata il 10 maggio 2024.

## Stagione

### Formula
Le 20 squadre partecipanti si affrontano in un girone all'italiana con partite di andata e ritorno per un totale di 38 giornate. Le prime due squadre vengono promosse direttamente in Eredivisie, mentre la terza e la quarta classificata partecipano di diritto ai play-off per determinare la terza squadra che viene promossa insieme alle 4 squadre vincitrici dei periodi e alla sedicesima di Eredivisie. Poiché le squadre vincitrici dei periodi vengono ammesse ai play-off, ma possono già essere promosse sulla base del loro posizionamento in classifica, le squadre ammesse variano fino a far partecipare la squadra classificatasi ottava, o, in caso di alto posizionamento delle squadre delle riserve, fino alla dodicesima.

## Criteri per le squadre di riserva
Oltre alle squadre "normali", partecipano a questa serie quattro squadre composte dalle riserve di società di Eredivisie, ossia l'Ajax B, l'AZ Alkmaar B, il PSV Eindhoven B e l'Utrecht B: poiché si tratta delle squadre dei vivai, in olandese la denominazione è rispettivamente di Jong Ajax, Jong AZ, Jong PSV e Jong Utrecht, dove Jong significa "giovanili". 
Il 1º agosto 2020, la federazione - il KNVB - ha dettagliato sul suo sito web in quali scenari particolari le squadre di riserva del campionato sarebbero retrocesse dall'Eerste Divisie, mantenendoli anche per la stagione corrente. 

### Promozione in Eredivisie
Al contrario, tali squadre non possono essere promosse nemmeno vincendo il campionato, in quanto le squadre principali della loro società militano già in Eredivisie; questa situazione si è verificata per il Jong Ajax nel 2018.

### Retrocessione in Tweede Divisie
- Nessuna squadra delle riserve dell'Eerste Divisie può essere retrocessa in Tweede Divisie se quella peggio classificata nella seconda serie olandese è tra le prime 10.
- Se la squadra delle riserve peggio classificata in Eerste Divisie finisce tra l'11º e il 18º posto e la squadra delle riserve miglior classificata in Tweede Divisie finisce per prima, le due squadre si affronteranno in uno spareggio per decidere quale squadra giocherà nell'Eerste la prossima stagione e quale squadra giocherà nella Tweede.
- Se la squadra delle riserve peggio classificata nella Eerste Divisie finisce 19ª o 20ª e la squadra delle riserve miglior classificata nella Tweede arriva prima o seconda, la squadra dell'Eerste sarà retrocessa nella Tweede mentre la squadra nella Tweede sara promossa all'Eerste.
- Se una squadra delle riserve gioca nell'Eerste e la prima squadra è retrocessa dall'Eredivisie all'Eerste, le riserve vengono automaticamente retrocesse alla Tweede. Anche nel caso in cui questa squadra non arrivi ultima tra le squadre delle riserve, nessun'altra squadra sarà retrocessa.

## Squadre Partecipanti
| Club            | Stagione | Città            | Stadio                   | Stagione precedente                                 |
| --------------- | -------- | ---------------- | ------------------------ | --------------------------------------------------- |
| ADO Den Haag    |          | L'Aia            | Bingoal Stadion          | 12º posto in Eerste Divisie                         |
| Cambuur         |          | Leeuwarden       | Stadio De Vijverberg     | 17º posto in Eredivisie, retrocessa                 |
| Den Bosch       |          | 's-Hertogenbosch | De Vliert                | 19º posto in Eerste Divisie                         |
| Dordrecht       |          | Dordrecht        | GN Bouw Stadion          | 18º posto in Eerste Divisie                         |
| Eindhoven       |          | Eindhoven        | Jan Louwers Stadion      | 8º posto in Eerste Divisie                          |
| Emmen           |          | Emmen            | De Oude Meerdijk         | 16º posto in Eredivisie, retrocessa dopo i play-off |
| De Graafschap   |          | Doetinchem       | Stadio De Vijverberg     | 10º posto in Eerste Divisie                         |
| Groningen       |          | Groninga         | Euroborg                 | 18º posto in Eredivisie, retrocessa                 |
| Helmond Sport   |          | Helmond          | Stadio De Braak          | 16º posto in Eerste Divisie                         |
| Jong Ajax       |          | Amsterdam        | Sportpark De Toekomst    | 13º posto in Eerste Divisie                         |
| Jong AZ Alkmaar |          | Alkmaar          | AFAS Trainingscomplex    | 11º posto in Eerste Divisie                         |
| Jong PSV        |          | Eindhoven        | PSV Campus De Herdgang   | 14º posto in Eerste Divisie                         |
| Jong Utrecht    |          | Utrecht          | Sportcomplex Zoudenbalch | 20º posto in Eerste Divisie                         |
| MVV             |          | Maastricht       | De Geusselt              | 5º posto in Eerste Divisie                          |
| NAC Breda       |          | Breda            | Stadio Rat Verlegh       | 6º posto in Eerste Divisie                          |
| Roda JC         |          | Kerkrade         | Parkstad Limburg Stadion | 15º posto in Eerste Divisie                         |
| Telstar         |          | Velsen           | Stadio Rabobank IJmond   | 9º posto in Eerste Divisie                          |
| TOP Oss         |          | Oss              | Frans Heesen Stadion     | 17º posto in Eerste Divisie                         |
| VVV-Venlo       |          | Venlo            | Stadion de Koel          | 7º posto in Eerste Divisie                          |
| Willem II       |          | Tilburg          | Stadio Re Willem II      | 4º posto in Eerste Divisie                          |

## Classifica finale
|       | Pos. | Squadra         | Pt | G  | V  | N  | P  | GF | GS | DR  |
| ----- | ---- | --------------- | -- | -- | -- | -- | -- | -- | -- | --- |
|       | 1.   | Willem II +     | 79 | 38 | 23 | 10 | 5  | 77 | 35 | +42 |
|       | 2.   | Groningen ++    | 75 | 38 | 22 | 9  | 7  | 71 | 30 | +41 |
|       | 3.   | Roda JC +       | 75 | 38 | 21 | 12 | 5  | 69 | 34 | +35 |
|       | 4.   | Dordrecht       | 69 | 38 | 18 | 15 | 5  | 74 | 51 | +23 |
|       | 5.   | ADO Den Haag    | 63 | 38 | 17 | 12 | 9  | 72 | 50 | +22 |
|       | 6.   | De Graafschap   | 63 | 38 | 19 | 6  | 13 | 61 | 52 | +9  |
|       | 7.   | Emmen           | 57 | 38 | 17 | 6  | 15 | 59 | 60 | -1  |
|       | 8.   | NAC Breda       | 56 | 38 | 15 | 11 | 12 | 63 | 56 | +7  |
|       | 9.   | MVV             | 56 | 38 | 16 | 8  | 14 | 64 | 60 | +4  |
| [ 1 ] | 10.  | Jong AZ Alkmaar | 56 | 38 | 16 | 8  | 14 | 62 | 61 | +1  |
|       | 11.  | Helmond Sport   | 51 | 38 | 14 | 9  | 15 | 52 | 55 | -3  |
|       | 12.  | VVV-Venlo       | 48 | 38 | 13 | 9  | 16 | 53 | 58 | -5  |
|       | 13.  | Cambuur         | 47 | 38 | 13 | 8  | 17 | 71 | 74 | -3  |
|       | 14.  | Eindhoven       | 43 | 38 | 9  | 16 | 13 | 45 | 57 | -12 |
| [ 1 ] | 15.  | Jong Ajax       | 40 | 38 | 10 | 10 | 18 | 54 | 69 | -15 |
| [ 1 ] | 16.  | Jong PSV        | 40 | 38 | 11 | 7  | 20 | 63 | 81 | -18 |
|       | 17.  | Telstar         | 35 | 38 | 9  | 8  | 21 | 47 | 68 | -21 |
|       | 18.  | TOP Oss         | 34 | 38 | 10 | 4  | 24 | 32 | 66 | -34 |
|       | 19.  | Den Bosch       | 33 | 38 | 8  | 9  | 21 | 38 | 68 | -30 |
| [ 1 ] | 20.  | Jong Utrecht    | 26 | 38 | 5  | 11 | 22 | 32 | 74 | -42 |

Legenda:

      Promosso in Eredivisie 2024-2025
 Qualificata ai play-off
+  vincitore di periodo
Regolamento:

Tre punti a vittoria, uno a pareggio, zero a sconfitta.
La classifica viene stilata secondo i seguenti criteri:
- Punti conquistati
- Differenza reti generale
- Reti totali realizzate
- spareggio

## Classifica per periodi

### Periodo 1
|       | Pos. | Squadra         | Pt | G | V | N | P | GF | GS | DR  |
| ----- | ---- | --------------- | -- | - | - | - | - | -- | -- | --- |
| +     | 1.   | Roda JC         | 22 | 9 | 7 | 1 | 1 | 22 | 5  | +17 |
|       | 2.   | Emmen           | 18 | 9 | 5 | 3 | 1 | 18 | 12 | +6  |
|       | 3.   | ADO Den Haag    | 18 | 9 | 5 | 3 | 1 | 14 | 8  | +6  |
|       | 4.   | Eindhoven       | 17 | 9 | 4 | 5 | 0 | 9  | 4  | +5  |
|       | 5.   | Willem II       | 17 | 9 | 5 | 2 | 2 | 14 | 10 | +4  |
|       | 6.   | Dordrecht       | 14 | 9 | 3 | 5 | 1 | 18 | 14 | +4  |
|       | 7.   | De Graafschap   | 14 | 9 | 4 | 2 | 3 | 11 | 11 | 0   |
|       | 8.   | VVV-Venlo       | 14 | 9 | 4 | 2 | 3 | 14 | 15 | -1  |
|       | 9.   | Helmond Sport   | 13 | 9 | 4 | 1 | 4 | 16 | 12 | +4  |
|       | 10.  | Groningen       | 13 | 9 | 4 | 1 | 4 | 14 | 10 | +4  |
|       | 11.  | Cambuur         | 13 | 9 | 4 | 1 | 4 | 21 | 21 | 0   |
| [ 1 ] | 12.  | Jong PSV        | 13 | 9 | 4 | 1 | 4 | 13 | 19 | −6  |
| [ 1 ] | 13.  | Jong AZ Alkmaar | 11 | 9 | 3 | 2 | 4 | 12 | 14 | −2  |
|       | 14.  | NAC Breda       | 11 | 9 | 3 | 2 | 4 | 15 | 18 | −3  |
| [ 1 ] | 15.  | Jong Utrecht    | 11 | 9 | 3 | 2 | 4 | 10 | 17 | −7  |
|       | 16.  | MVV             | 10 | 9 | 3 | 1 | 5 | 14 | 17 | −3  |
|       | 17.  | Den Bosch       | 9  | 9 | 3 | 0 | 6 | 11 | 15 | −4  |
| [ 1 ] | 18.  | Jong Ajax       | 5  | 9 | 1 | 2 | 6 | 16 | 24 | −8  |
|       | 19.  | TOP Oss         | 4  | 9 | 1 | 1 | 7 | 7  | 13 | −6  |
|       | 20.  | Telstar         | 4  | 9 | 1 | 1 | 7 | 8  | 18 | −10 |

Legenda:

      Vincitore del periodo e qualificato ai play-off
Note:

Tre punti a vittoria, uno a pareggio, zero a sconfitta.
La classifica viene stilata secondo i seguenti criteri:
- Punti conquistati
- Differenza reti generale
- Reti totali realizzate

### Periodo 2
|       | Pos. | Squadra         | Pt | G  | V | N | P | GF | GS | DR  |
| ----- | ---- | --------------- | -- | -- | - | - | - | -- | -- | --- |
| +     | 1.   | Willem II       | 25 | 10 | 8 | 1 | 1 | 25 | 7  | +18 |
|       | 2.   | NAC Breda       | 20 | 10 | 6 | 2 | 2 | 21 | 10 | +11 |
|       | 3.   | De Graafschap   | 19 | 10 | 6 | 1 | 3 | 15 | 12 | +3  |
|       | 4.   | Cambuur         | 18 | 10 | 5 | 3 | 2 | 24 | 15 | +9  |
| [ 1 ] | 5.   | Jong AZ Alkmaar | 17 | 10 | 5 | 2 | 3 | 15 | 16 | -1  |
|       | 6.   | ADO Den Haag    | 16 | 10 | 4 | 4 | 2 | 22 | 14 | +8  |
|       | 7.   | Dordrecht       | 16 | 10 | 4 | 4 | 2 | 21 | 14 | +7  |
|       | 8.   | Groningen       | 16 | 10 | 4 | 4 | 2 | 16 | 9  | +7  |
| [ 1 ] | 9.   | Jong Ajax       | 16 | 10 | 4 | 4 | 2 | 15 | 14 | +1  |
| +     | 10.  | Roda JC         | 16 | 10 | 4 | 4 | 2 | 9  | 8  | +1  |
|       | 11.  | Emmen           | 14 | 10 | 4 | 2 | 4 | 11 | 13 | -2  |
|       | 12.  | MVV             | 13 | 10 | 3 | 4 | 3 | 13 | 12 | +1  |
|       | 13.  | Eindhoven       | 12 | 10 | 3 | 3 | 4 | 18 | 18 | 0   |
|       | 14.  | VVV-Venlo       | 12 | 10 | 3 | 3 | 4 | 16 | 16 | 0   |
|       | 15.  | Helmond Sport   | 11 | 10 | 3 | 2 | 5 | 13 | 19 | −6  |
|       | 16.  | Telstar         | 10 | 10 | 3 | 1 | 6 | 10 | 17 | −7  |
| [ 1 ] | 17.  | Jong Utrecht    | 7  | 10 | 1 | 4 | 5 | 8  | 19 | −11 |
|       | 18.  | TOP Oss         | 7  | 10 | 2 | 1 | 7 | 5  | 18 | −13 |
| [ 1 ] | 19.  | Jong PSV        | 5  | 10 | 1 | 2 | 7 | 12 | 22 | −10 |
|       | 20.  | Den Bosch       | 3  | 10 | 0 | 3 | 7 | 8  | 24 | −16 |

Legenda:

      Vincitore del periodo e qualificato ai play-off
      Vincitore del periodo 1
Note:

Tre punti a vittoria, uno a pareggio, zero a sconfitta.
La classifica viene stilata secondo i seguenti criteri:
- Punti conquistati
- Differenza reti generale
- Reti totali realizzate

### Periodo 3
|       | Pos. | Squadra         | Pt | G  | V | N | P | GF | GS | DR  |
| ----- | ---- | --------------- | -- | -- | - | - | - | -- | -- | --- |
| +     | 1.   | Groningen       | 25 | 10 | 8 | 1 | 1 | 23 | 4  | +19 |
|       | 2.   | Dordrecht       | 22 | 10 | 7 | 1 | 2 | 16 | 13 | +3  |
|       | 3.   | ADO Den Haag    | 20 | 10 | 6 | 2 | 2 | 24 | 14 | +10 |
|       | 4.   | De Graafschap   | 19 | 10 | 6 | 1 | 3 | 18 | 14 | +4  |
| +     | 5.   | Willem II       | 18 | 10 | 5 | 3 | 2 | 19 | 10 | +9  |
| +     | 6.   | Roda JC         | 17 | 10 | 4 | 5 | 1 | 19 | 12 | +7  |
|       | 7.   | VVV-Venlo       | 16 | 10 | 4 | 4 | 2 | 15 | 14 | +1  |
| [ 1 ] | 8.   | Jong AZ Alkmaar | 15 | 10 | 4 | 3 | 3 | 18 | 14 | +4  |
|       | 9.   | NAC Breda       | 15 | 10 | 4 | 3 | 3 | 15 | 13 | +2  |
|       | 10.  | MVV             | 14 | 10 | 4 | 2 | 4 | 22 | 20 | +2  |
|       | 11.  | Helmond Sport   | 14 | 10 | 3 | 5 | 2 | 13 | 12 | +1  |
|       | 12.  | TOP Oss         | 12 | 10 | 4 | 0 | 6 | 11 | 19 | −8  |
|       | 13.  | Den Bosch       | 11 | 10 | 2 | 5 | 3 | 8  | 13 | −5  |
| [ 1 ] | 14.  | Jong PSV        | 10 | 10 | 2 | 4 | 4 | 19 | 21 | −2  |
|       | 15.  | Telstar         | 10 | 10 | 2 | 4 | 4 | 11 | 16 | −5  |
| [ 1 ] | 16.  | Jong Ajax       | 9  | 10 | 2 | 3 | 5 | 11 | 14 | −3  |
|       | 17.  | Cambuur         | 8  | 10 | 2 | 2 | 6 | 17 | 23 | −6  |
|       | 18.  | Emmen           | 7  | 10 | 2 | 1 | 7 | 10 | 20 | −10 |
| [ 1 ] | 19.  | Jong Utrecht    | 5  | 10 | 1 | 2 | 7 | 7  | 17 | −10 |
|       | 20.  | Eindhoven       | 5  | 10 | 0 | 5 | 5 | 8  | 21 | −13 |

Legenda:

      Vincitore del periodo e qualificato ai play-off
      Vincitore del periodo 1 e 2
Note:

Tre punti a vittoria, uno a pareggio, zero a sconfitta.
La classifica viene stilata secondo i seguenti criteri:
- Punti conquistati
- Differenza reti generale
- Reti totali realizzate

### Periodo 4
|       | Pos. | Squadra         | Pt | G | V | N | P | GF | GS | DR  |
| ----- | ---- | --------------- | -- | - | - | - | - | -- | -- | --- |
| +     | 1.   | Groningen       | 21 | 9 | 6 | 3 | 0 | 18 | 7  | +11 |
| +     | 2.   | Roda JC         | 20 | 9 | 6 | 2 | 1 | 19 | 9  | +10 |
| +     | 3.   | Willem II       | 19 | 9 | 5 | 4 | 0 | 19 | 8  | +11 |
|       | 4.   | MVV             | 19 | 9 | 6 | 1 | 2 | 15 | 11 | +4  |
|       | 5.   | Emmen           | 18 | 9 | 6 | 0 | 3 | 20 | 15 | +5  |
|       | 6.   | Dordrecht       | 17 | 9 | 4 | 5 | 0 | 19 | 10 | +9  |
| [ 1 ] | 7.   | Jong AZ Alkmaar | 13 | 9 | 4 | 1 | 4 | 17 | 17 | 0   |
|       | 8.   | Helmond Sport   | 13 | 9 | 4 | 1 | 4 | 10 | 12 | -2  |
| [ 1 ] | 9.   | Jong PSV        | 12 | 9 | 4 | 0 | 5 | 19 | 19 | 0   |
|       | 10.  | De Graafschap   | 11 | 9 | 3 | 2 | 4 | 17 | 15 | +2  |
|       | 11.  | Telstar         | 11 | 9 | 3 | 2 | 4 | 18 | 17 | +1  |
|       | 12.  | TOP Oss         | 11 | 9 | 4 | 0 | 6 | 11 | 19 | −8  |
|       | 13.  | NAC Breda       | 10 | 9 | 2 | 4 | 3 | 12 | 15 | −3  |
| [ 1 ] | 14.  | Jong Ajax       | 10 | 9 | 3 | 1 | 5 | 12 | 17 | −5  |
|       | 15.  | Den Bosch       | 10 | 9 | 3 | 1 | 5 | 11 | 16 | −5  |
|       | 16.  | ADO Den Haag    | 9  | 9 | 2 | 3 | 4 | 12 | 14 | −2  |
|       | 17.  | Eindhoven       | 9  | 9 | 2 | 3 | 4 | 10 | 14 | −4  |
|       | 18.  | Cambuur         | 8  | 9 | 2 | 2 | 5 | 9  | 15 | −6  |
|       | 19.  | VVV-Venlo       | 6  | 9 | 2 | 0 | 7 | 8  | 13 | −5  |
| [ 1 ] | 20.  | Jong Utrecht    | 3  | 9 | 0 | 3 | 6 | 7  | 21 | −14 |

Legenda:

      Vincitore del periodo e qualificato ai play-off
      Vincitore del periodo 1,2 e 3
Note:

Tre punti a vittoria, uno a pareggio, zero a sconfitta.
La classifica viene stilata secondo i seguenti criteri:
- Punti conquistati
- Differenza reti generale
- Reti totali realizzate

## Spareggi

### Play-off promozione-retrocessione
La 16ª classificata in campionato più sei squadre dell'Eerste Divisie 2023-2024 si giocano un posto nell'Eredivisie 2024-2025. Le perdenti parteciperanno invece all'Eerste Divisie 2024-2025. La 16ª classificata in campionato accede direttamente alle semifinali dove incontrerà una delle 3 vincintrici del primo turno.

#### Primo turno
| Squadra 1                       | Totale | Squadra 2    | Andata | Ritorno |
| ------------------------------- | ------ | ------------ | ------ | ------- |
| 13 maggio 2024 / 17 maggio 2024 |        |              |        |         |
| NAC Breda                       | 8 - 1  | Roda JC      | 3 - 1  | 5 - 0   |
| 14 maggio 2024 / 18 maggio 2024 |        |              |        |         |
| Emmen                           | 3 - 2  | Dordrecht    | 2 - 2  | 1 - 0   |
| De Graafschap                   | 4 - 5  | ADO Den Haag | 2 - 3  | 2 - 2   |

#### Semifinale
| Squadra 1                       | Totale | Squadra 2 | Andata | Ritorno |
| ------------------------------- | ------ | --------- | ------ | ------- |
| 21 maggio 2024 / 25 maggio 2024 |        |           |        |         |
| NAC Breda                       | 4 - 1  | Emmen     | 1 - 1  | 0 - 3   |
| 22 maggio 2024 / 25 maggio 2024 |        |           |        |         |
| ADO Den Haag                    | 2 - 9  | Excelsior | 1 - 2  | 1 - 7   |

#### Finale
| Squadra 1                      | Totale | Squadra 2 | Andata | Ritorno |
| ------------------------------ | ------ | --------- | ------ | ------- |
| 28 maggio 2024 / 2 giugno 2024 |        |           |        |         |
| NAC Breda                      | 7 - 6  | Emmen     | 6 – 2  | 1 – 4   |